# Multimètre
 (mars 2020).
Si vous disposez d'ouvrages ou d'articles de référence ou si vous connaissez des sites web de qualité traitant du thème abordé ici, merci de compléter l'article en donnant les références utiles à sa vérifiabilité et en les liant à la section « Notes et références ».
Un multimètre (parfois appelé contrôleur universel) est un ensemble d'appareils de mesures électriques regroupés en un seul boîtier, généralement constitué d'un voltmètre, d'un ampèremètre et d'un ohmmètre. Les fonctions voltmètre et ampèremètre sont disponibles en continu et en alternatif.

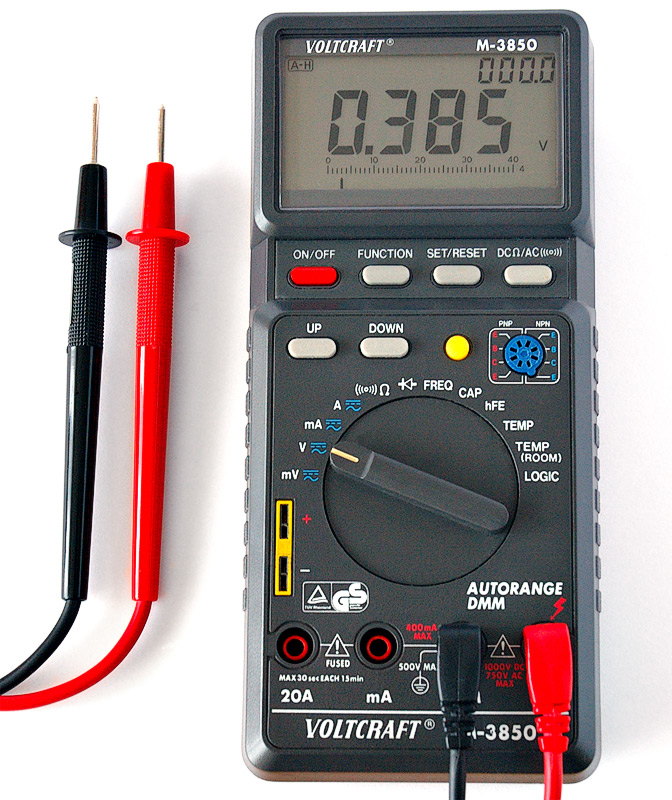
Un multimètre à affichage numérique.

## Types
Il existe plusieurs types de multimètre :
Multimètre analogique à aiguillec'est le premier à être apparu. Construit autour d'un ampèremètre généralement de type magnétoélectrique et comporte un convertisseur tension-courant. L'avantage majeur est de ne pas nécessiter de pile pour les mesures de tension et de courant. Par ailleurs, à prix équivalent, leur bande passante est beaucoup plus large, autorisant ainsi des mesures en AC sur plusieurs centaines de kilohertz là où un modèle numérique standard se cantonne à quelques centaines de hertz. C'est pour cette raison qu'ils sont encore très utilisés en test sur du matériel Hi-Fi.
Multimètre numérique de pocheavec l'apparition de circuits intégrés spécialisés (convertisseur analogique numérique CAN), il apparaît dans les années 1970 et comporte les cinq fonctions principales (tension continue, tension alternative, résistance, intensité de courant continu et intensité de courant alternatif). Des fonctions annexes permettent la vérification des jonctions de diodes ou de transistors, puis viennent les mesures de condensateurs, de température, de fréquence. Toutefois, sur certains multimètres numériques la valeur affichée fluctue, parfois rapidement, sur les derniers digits. Cela rend la mesure plus difficile à évaluer, et l'attente de la stabilisation de la mesure ralentit le travail. Autre inconvénient, les multimètres numériques étant beaucoup plus sensibles aux signaux parasites externes (à cause de leur haute impédance d'entrée), la mesure peut alors s'avérer moins fiable. Appareil d'entrée de gamme à milieu de gamme, les prix varient donc d'une quinzaine d'euros actuellement (2020), à quelques centaines d'euros pour des modèles de qualité pouvant être utilisés en atelier d'électronique.
Multimètre numérique de laboratoirel'exactitude des multimètres de poche étant limitée, les besoins industriels et métrologiques ont conduit les grands fabricants de matériels de mesure (Rochar, Schlumberger Hewlett-Packard dès les années 1970, Fluke, Keysight actuellement...) à construire des instruments de plus en plus performants, avec des exactitudes actuelles de quelque 10-6 en tension continue. La capacité d'affichage va jusqu'à 20 millions de points. L'exactitude de ce type de multimètre dépend d'un grand nombre de paramètres (compensations des dérives, composants ultra faible bruit, isolations...). La conversion tension est actuellement de type convertisseur multi-rampe. La partie alternative est assurée soit par des convertisseurs rms classiques, soit par convertisseurs rms faisant appel à la conversion thermique d'un signal alternatif. Les shunts utilisés (en continu et alternatif) permettent la mesure d'intensité de courant allant de quelques centaines de nA à 10 A. Le prix de ces matériels va jusqu'à 20 000 € environ.

## Description
Le choix du type de mesure (de l'instrument), du calibre ou échelle de mesure se fait généralement à l'aide d'un commutateur rotatif, des boutons poussoirs peuvent commander des fonctions supplémentaires. Les multimètres les plus récents, souvent les plus simples d'emploi, choisissent automatiquement le bon mode et le bon calibre.
D'autres fonctions de mesure peuvent être disponibles selon le degré de sophistication du multimètre :
- test de continuité avec bipeur, appelé familièrement bipmètre ;
- amplification pour mesurer les très basses tensions et les résistances élevées ;
- mesure de la capacité d'un condensateur ou d'un circuit capacitif ;
- mesure de l'inductance d'une bobine ou d'un circuit inductif (self) ;
- mesure de température, avec l'aide d'une sonde extérieure ;
- tests de semiconducteur  discret : diodes, gain des transistors (hfe);
- mesure de fréquence de signaux électriques ; des rapports cycliques ;
- mesure des pics (haut et bas) de tension (peak hold).